# SirKazzio
Anthony José Badra de Sousa (Maracay, Venezuela, 1 de setembro de 1992), mais conhecido como SirKazzio ou simplesmente Kazzio, é um influencer, humorista, youtuber, streamer e cantor.

## Carreira

### YouTube

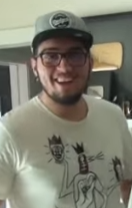
SirKazzio em 2017, na antiga Casa dos YouTubers.

Kazzio criou o seu canal no dia 7 de abril de 2012, mas só publicou o seu primeiro vídeo no dia 12 de abril de 2012. Atualmente tem 4,88 milhões de inscritos, 1,3 bilhão de visualizações e mais de 4,3 mil vídeos em seu canal principal, "SirKazzio".
Em 2017, participou, juntamente com youtubers como Wuant, Gato Galáctico, Windoh, e outros, na Casa dos YouTubers.
Seu vídeo mais famoso tem mais de 8,5 milhões de visualizações, sendo este a paródia da música "Despacito", intitulada "Estou Gordito", que foi lançada em 2017. Também é dono do canal "SirKazzio Shorts", "KazzioTV" e "KazzioVEVO'. Foi dono do canal "Kazzio Craft", e foi o maior youtuber de Portugal por muitos anos.
Além disso, ele também foi coproprietário do canal "BoraVer" com o youtuber Wuant, porém, o canal entrou está em hiato desde 2017.

### Música
No dia 18 de maio de 2018, publicou "Vou Seguir", sua primeira música, que tem mais de 6,6 milhões de visualizações no YouTube, e mais de 771 mil no Spotify. Em 5 de julho de 2019, lançou outra música, intitulada "Safira", atingindo mais de 2,5 milhões de visualizações no YouTube e no Spotify contando com 1.131 milhões. Em 24 de junho de 2023, lançou a música "Tú y Yo", em espanhol e com a participação do cantor TheMisterDriver, alcançando 218 mil no YouTube e no Spotify contando com 164 mil, no dia 12 de Julho de 2024 com o artista  Pablø da Gorilla Records do Brasil produziu "Olha só pra Ela" que tem 33 mil visualizações no Youtube e 25 mil no Spotify na parte das falas de Anthony ele fala em Espanhol.
A sua primeira aparição na TV foi durante a gravação do programa Idolos (SIC) em 2009, onde interpretou o tema "Até Já" de João Pedro Pais, acabando por não passar à fase seguinte, apenas com um voto a favor, de Roberta Medina.

## Vida pessoal
Já foi a vários canais e programas de TV, como o Você na TV! (TVI), SIC Mulher, RTP1, The Noite com Danilo Gentili e muitos outros.
Era casado com Núria Velez desde 2019. Em 2 de dezembro de 2018, tiveram uma filha chamada Emma Sousa.

## Livros
Anthony publicou o livro Quem é o SirKazzio? e SirKazzio e o Poder da Estrela.

## Projetos
Em 2017, Anthony comprou uma casa e chamou vários youtubers para morarem lá, estes sendo: D4rkFrame (António Ramos), Gato Galáctico (Ronaldo de Azevedo e Souza), Nuno Moura, Pi (Miguel Monteiro), VenomExtreme (Eduardo Faria), Wuant (Paulo Borges) e Windoh (Diogo Silva). A casa ganhou tanta fama que um youtuber português chamado "Arganaça" fez uma paródia sobre a Casa dos YouTubers, onde contém mais de 2,5 milhões de visualizações.
No final de 2017, Anthony abandonou a Casa dos YouTubers, e os outros moradores também a deixaram, no começo de 2018.
Em 2023, Anthony fez o seu primeiro "subathon", na Twitch, que durou 16 dias e em 2024 passou 81 dias em subathon.